# Вейль (лунный кратер)
Кратер Вейль (лат. Weyl) — крупный ударный кратер в восточной части обратной стороны Луны. Название присвоено в честь немецкого математика Германа Клауса Гуго Вейля (1885—1955) и утверждено Международным астрономическим союзом в 1970 г. Образование кратера относится к донектарскому периоду.

## Описание кратера
Ближайшими соседями кратера являются кратер Ферсман на северо-западе; кратер Комсток на севере, кратер Штернберг на северо-востоке и кратер Камерлинг Оннес на юго-востоке. Селенографические координаты центра кратера 15°58′ с. ш. 120°32′ з. д. / 15,97° с. ш. 120,53° з. д., диаметр 122,8 км, глубина 2,88 км.
Кратер сильно разрушен эрозией, вал кратера практически не сохранился, чаша и вал кратера перекрыты множественными мелкими кратерами. Высота вала кратера над окружающей местностью 1530 м, объем кратера составляет приблизительно 12 000 км³. Кратер перекрыт частью системы лучей отходящей от кратера Ом.

## Сателлитные кратеры
Отсутствуют.